# Пелем-Бей-парк (линия Пелем, Ай-ар-ти)
|   |   |   |   |   |   |
| · | · | · | · | · | · |

|   |   |   |   |   |   |
| · | · | · | · | · | · |

«Пелем-Бей-парк» (англ. Pelham Bay Park) — станция Нью-Йоркского метрополитена, расположенная на линии Пелем, Ай-ар-ти. Станция находится в Бронксе, в округе Пелем-Бей около одноимённого парка, на пересечении Уэстчестер-авеню и Брюкнер-бульвар. На станции останавливаются маршруты 6 (круглосуточно, кроме будней днём в пиковом направлении) и <6> (в будни днём в пиковом направлении). Станция является северной конечной для обоих маршрутов. Оба пути заканчиваются тупиками: поезд приходит на любой из путей и отправляется обратно.

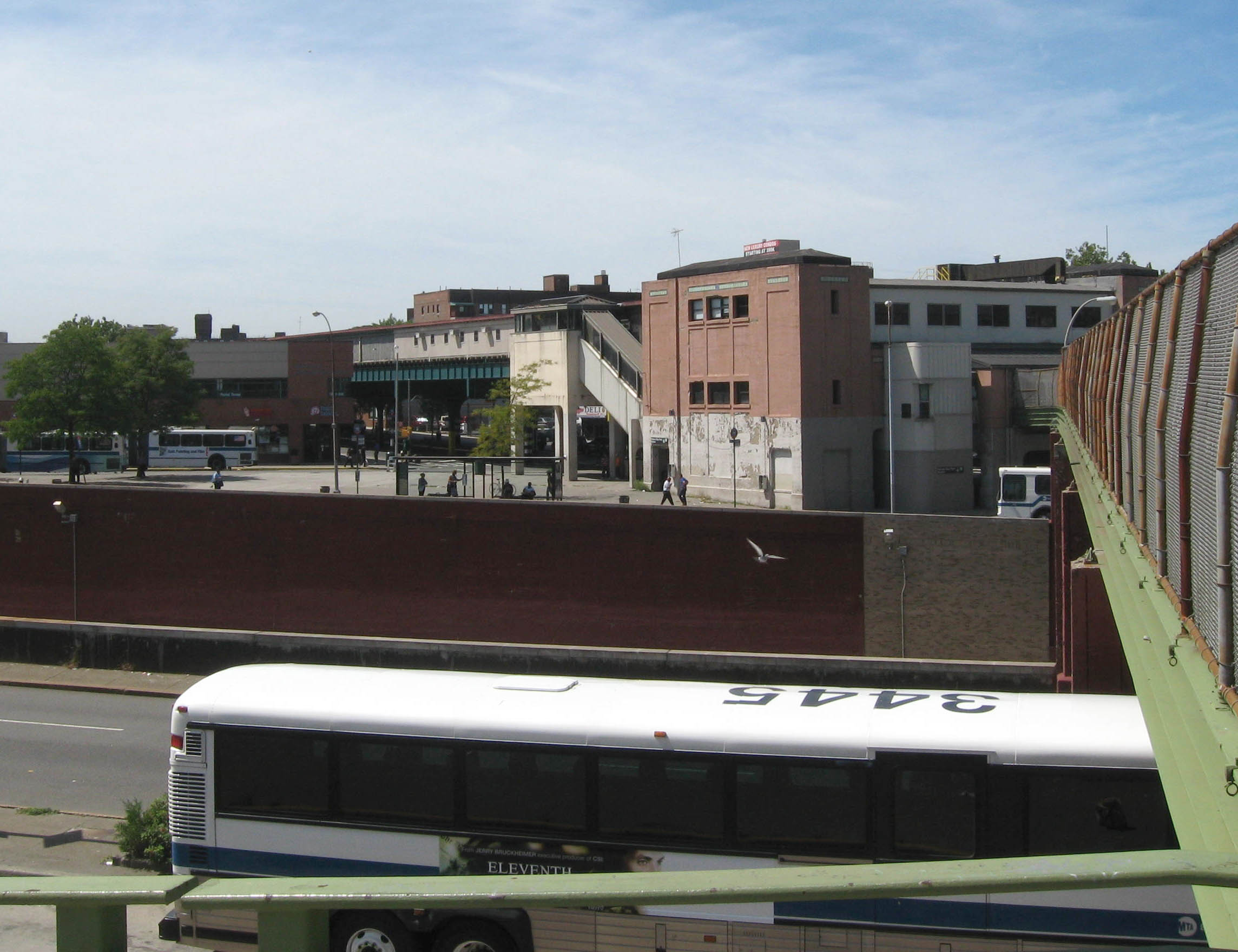
Вид на станцию с надземного пешеходного перехода через Брюкнер-бульвар

Станция является самой северной на линии и конечной для всех работающих здесь поездов. Она была открыта 24 октября 1920 года в составе третьей очереди IRT Pelham Line. Она представлена одной островной платформой, обслуживающей два пути, и двумя закрытыми боковыми платформами.